# Kuniteru
Utagawa Kuniteru (japanska: 歌川国輝), född 1808 i Edo (Tokyo), död 1876, aktiv 1818–1860, var en ukiyo-e-konstnär som arbetade i Utagawa-skolans tradition. Han studerade under både Kunisada och Toyokuni I. Han producerade tryck av träsnitt baserade på en mängd olika teman, inklusive många som skildrade det ökande västerländska inflytandet på Japan. Hans huvudsakliga produktion var bokillustrationer och enstaka ark ukiyo-e.
Han var känd under olika namn: han kallade sig Kunitsuna II eller Ichiransai fram till Ganji-eran (1864/1865). Före 1844 kan han också ha varit känd som Sadashige och signerade verk med namnet Ichiyusai.
Som Kunitsuna II koncentrerade han sig på karikatyrer och scener från sina resor. Efter att ha tagit sin mästares namn utökade han sitt utbud till att omfatta scener av sumobrottning och moderniseringen och västerniseringen av Japan.